# Fred Herd
Fred Herd (Schotland, 26 november 1874 – 14 maart 1954) was een Schots golfer die een keer het US Open won.
In 1898 won Herd de vierde editie van het US Open op de Myopia Hunt Club, in South Hamilton, Massachusetts. Het was ook het eerste US Open dat gespeeld werd over 72-holes.
Zijn broer Sandy Herd was ook een golfer en die won The Open Championship in 1902. 

## Prestaties
| Jaar | Toernooi | Score           | Info  |
| ---- | -------- | --------------- | ----- |
| 1898 | US Open  | 84-85-75-84=328 | [ 1 ] |